# Eucalyptus decorticans
Eucalyptus decorticans är en myrtenväxtart som först beskrevs av Jacob Whitman Bailey, och fick sitt nu gällande namn av Joseph Henry Maiden. Eucalyptus decorticans ingår i släktet Eucalyptus och familjen myrtenväxter. Inga underarter finns listade i Catalogue of Life.